# Appleton Park
Appleton Park – park położony w północnej części miasta Leicester w Wielkiej Brytanii. Przez park od strony południowej przepływa niewielka rzeka Melton Brook. Park otoczony zabudową jednorodzinną od strony południowo-zachodniej, od północy graniczy z obwodnicą miasta natomiast od wschodu z linią kolejową. W parku znajduje się plac rekreacyjny, plac zabaw oraz boisko do gry w piłkę nożną i krykieta.